# Liste des gouverneurs des États des États fédérés de Micronésie
Cette page dresse la liste des gouverneurs passés et actuels des quatre États formant les États fédérés de Micronésie : Chuuk, Kosrae, Pohnpei, Yap. Les Gouverneurs prennent la suite des Administrateurs des districts du Territoire sous tutelle des îles du Pacifique. Leur apparition est concomitante de l'auto-dissolution du Congrès de Micronésie du Territoire sous tutelle des îles du Pacifique effective le 30 octobre 1978 et qui prépare l'indépendance des États fédérés de Micronésie, des Îles Marshall, et des Palaos.

## Gouverneurs de l'État de Chuuk
Huit gouverneurs ont été élus depuis la création de l'État de Chuuk.
| No | Portrait | Nom               | Début du mandat   | Fin du mandat   | Lieutenant-gouverneur                                                       | Notes |
| -- | -------- | ----------------- | ----------------- | --------------- | --------------------------------------------------------------------------- | ----- |
| 1  |          | Erhart Aten       | 26 septembre 1978 | 8 mai 1986      | Bob Mori                                                                    |       |
| 2  |          | Gideon Doone      | 8 mai 1986        | 1990            | Bob Mori,                                                                   |       |
| 3  |          | Sasao H. Gouland  | 1990              | juin 1996       | Marcellino Umwech                                                           |       |
| 4  |          | Marcellino Umwech | juin 1996         | avril 1997      | ?                                                                           |       |
| 5  |          | Ansito Walter     | avril 1997        | 19 avril 2005   | Manuel D. Sound                                                             |       |
| 6  |          | Wesley Simina     | 19 avril 2005     | 27 juillet 2011 | Johnson Elimo                                                               |       |
| 7  |          | Johnson Elimo     | 27 juillet 2011   | 13 avril 2021   | Ritis Heldart (2011 – 4 janvier 2014) Marius Akapito (depuis le 2 mai 2014) |       |
| 8  |          | Alexander Narruhn | 13 avril 2021     | en cours        |                                                                             |       |

## Gouverneurs de l'État de Kosrae
Huit gouverneurs ont été élus depuis la création de l'État de Kosrae et l'un d'eux a exercé un court intérim.
| No | Portrait | Nom                  | Début du mandat  | Fin du mandat   | Lieutenant-gouverneur                       | Notes |
| -- | -------- | -------------------- | ---------------- | --------------- | ------------------------------------------- | --- |
| 1  |          | Jacob Nena           | 1er janvier 1979 | 3 janvier 1983  | Yosiwo P. George (1979-1980), Kan N. Sigrah | Yosiwo Georges démissionne de son poste de lieutenant-gouverneur pour celui de Secrétaire aux affaires sociales. Il est remplacé par Kan Sigrah. |
| 2  |          | Yosiwo P. George     | 3 janvier 1983   | 14 janvier 1991 | Moses T. Mackwelung                         | |
| 3  |          | Thurston K. Siba     | 14 janvier 1991  | 9 janvier 1995  | Lydon P. Abraham,                           | |
| 4  |          | Moses T. Mackwelung  | 9 janvier 1995   | 11 janvier 1999 | Gerson A. Jackson,                          | |
| 5  |          | Rensley A. Sigrah    | 11 janvier 1999  | 9 janvier 2007  | Gerson A. Jackson                           | |
| 6  |          | Lyndon H. Jackson    | 9 janvier 2007   | 23 février 2007 |                                             | Lydon H. Jackson assure l'intérim le temps des élections. Aucun lieutenant-gouverneur n'est nommé.                                               |
| 7  |          | Robert J. Weilbacher | 23 février 2007  | 11 janvier 2011 | William O. Tosie                            | |
| 8  |          | Lyndon H. Jackson    | 11 janvier 2011  | 8 janvier 2019  | Carson K. Sigrah,                           | |
| 9  |          | Carson K. Sigrah     | 8 janvier 2019   | en cours        |                                             | |

## Gouverneurs de l'État de Pohnpei
Sept gouverneurs ont été élus pour neuf mandats depuis la création de l'État de Pohnpei et deux gouverneurs ont assuré un intérim.
| No | Portrait | Nom                 | Début du mandat | Fin du mandat   | Lieutenant-gouverneur                                                                                   | Notes |
| -- | -------- | ------------------- | --------------- | --------------- | --- | --- |
| 1  |          | Leo Amy Falcam      | 1er mai 1979    | 1er mai 1983    | Strik Yoma,                                                                                             | |
| 2  |          | Resio S. Moses      | 1er mai 1983    | 3 janvier 1992  | Johnny P. David,                                                                                        | |
| 3  |          | Johnny P. David     | 3 janvier 1992  | 8 janvier 1996  | Victor Edwin                                                                                            | |
| 4  |          | Del S. Pangelinan   | 8 janvier 1996  | 10 janvier 2000 | Dion G. Neth                                                                                            | |
| 5  |          | Johnny P. David     | 10 janvier 2000 | 14 janvier 2008 | Jack E. Yakana,                                                                                         | |
| 6  |          | John Ehsa           | 14 janvier 2008 | 10 octobre 2015 | Churchill B. Edward Marcelo K. Peterson                                                                 | John Ehsa est démis de ses fonctions pour fautes graves à l'unanimité des dix-neuf membres présents de l'Assemblée législative de Pohnpei lors d'un vote le 16 juin dont le résultat lui est signifié le lendemain. Le 9 septembre, John Ehsa dépose une motion d'empêchement pour conflit d'intérêts contre deux des trois membres de la Cour suprême de Pohnpei, institution qui doit officiellement confirmer sa destitution. Sa motion est rejetée le 30 septembre. John Ehsa abandonne son poste le 9 octobre. Le lendemain, son lieutenant-gouverneur Marcelo Peterson est officiellement institué gouverneur, fonction qu'il occupait de manière effective depuis le 17 juin. |
| 7  |          | Marcelo K. Peterson | 17 juin 2015    | janvier 2020    | Joseph Saimon (19 novembre 2015 - 11 janvier 2016) Reed B. Oliver (11 janvier 2016 - 13 janvier 2020)   | Marcelo Peterson assure l'intérim de gouverneur jusqu'aux élections de janvier. Il choisit Joseph Saimon comme lieutenant-gouverneur, choix confirmé par l'Assemblée législative le 19 novembre. Après les deux tours d'élection en novembre et décembre, Marcelo Peterson est élu gouverneur et Reed Oliver lieutenant-gouverneur. Ils prennent leurs fonctions le 11 janvier. |
| 8  |          | Reed Oliver         | 13 janvier 2020 | 8 janvier 2024  | Feliciano Perman (13 janvier 2020 - septembre 2022) Francisco Ioanis (27 janvier 2023 - 8 janvier 2024) | |
| 9  |          | Stevenson A. Joseph | 8 janvier 2024  | en cours        | | |

## Gouverneurs de l'État de Yap
Neuf gouverneurs ont été élus pour dix mandats depuis la création de l'État de Yap.
| No | Portrait | Nom                 | Début du mandat  | Fin du mandat    | Lieutenant-gouverneur                                                                         | Notes |
| -- | -------- | ------------------- | ---------------- | ---------------- | --------------------------------------------------------------------------------------------- | ----- |
| 1  |          | John Avila Mangefel | 8 janvier 1979   | 12 janvier 1987  | Hilary Tacheliol                                                                              |       |
| 2  |          | Petrus Tun          | 12 janvier 1987  | 9 janvier 1995   | Tony Tawerilmang                                                                              |       |
| 3  |          | Vincent A. Figir    | 9 janvier 1995   | 13 janvier 2003  | Mathias Y. Kuor (janvier 1995 - janvier 1999), Andrew Yatilman (janvier 1999 - janvier 2003), |       |
| 4  |          | Robert A. Ruecho    | 13 janvier 2003  | 8 janvier 2007   | Joseph J. Habuchimai                                                                          |       |
| 5  |          | Sebastian L. Anefal | 8 janvier 2007   | 12 janvier 2015  | Anthony "Tony" Tareq,                                                                         |       |
| 6  |          | Tony Ganngiyan      | 12 janvier 2015  | 14 janvier 2019  | James Yangetmai                                                                               |       |
| 7  |          | Henry S. Falan      | 14 janvier 2019  | 29 décembre 2021 |                                                                                               |       |
| 8  |          | Jesse Salalu        | 29 décembre 2021 | 9 janvier 2023   |                                                                                               |       |
| 9  |          | Charles Chieng      | 9 janvier 2023   | en cours         |                                                                                               |       |